# 安柯钦夫
安柯钦夫（1929年—2013年10月28日），笔名漠南，男。蒙古族，内蒙古昭乌达盟人，中国作家、民间文学翻译家，内蒙古自治区作家协会原副主席，内蒙古自治区文学艺术界联合会原常务副主席。